# Peter Gehm
Peter Gehm (* 15. prosince 1969, Niederwürzbach, Sársko, Německo) je německý dostihový jezdec. V průběhu své jezdecké dráhy nasbíral mnoho vítězství a ocenění. Jako jediný žokej dokázal vyhrát v jednom z nejnáročnějších dostihů světa, ve Velké pardubické, v letech 2001–2004 čtyřikrát po sobě. V historické tabulce nejúspěšnějších jezdců závodu se dělí o druhé místo.

## Sportovní úspěchy
176 cm vysoký jezdec se původně vyučil betonářem. Nakonec si ale zvolil jezdeckou dráhu. I přes svou výšku dokázal udržet svou váhu v rozmezí 65 – 67 kg. Poprvé startoval v roce 1985 v Mannheimu na Fine Princess, prvního vítězství se dočkal již v květnu téhož roku ve Frankfurtu nad Mohanem s Open Air. Jeho vzorem je Jacky Lebosse.
V letech 1988 – 1992, tedy celkem pětkrát po sobě, vedl saarský šampionát amatérských jezdců a v letech 1993, 1994 a 1996 jezdců profesionálních. V roce 2004 byl v celoněmeckém šampionátu devátý.
Prvního výraznějšího úspěchu v ČR dosáhl v roce 1998, kdy v sedle hřebce Curtina zvítězil ve Zlatém poháru. Dostih vyhrál podruhé v roce 2001 v sedle valacha Master Bladea. Díky vítězstvím ve Velké pardubické v letech 2001–2004 se stal jediným jezdcem, který dokázal tento dostih vyhrát čtyřikrát po sobě. Při posledním vítězství překonal s klisnou Registanou (trenér MVDr. Čestmír Olehla, Dostihové centrum Světlá Hora, stáj Wrbna Racing) rekord tratě časem 9:15 minut. Registana se tehdy stala osmdesátým sedmým vítězem Velké pardubické a její jezdec Peter Gehm sedmdesátým sedmým vítězem v její historii.
Poslední start žokeje Petera Gehma 12. listopadu 2004 v Cheltenhamu je poznamenán hrubou chybou v sedle Registany, když ji v dostihu Sporting Index Cross Country Chase z vedoucí pozice dvě překážky před cílem navedl mimo dráhu na nesprávný skok, čímž připravil o prvenství nejen ji, ale i Českou republiku – naši zástupci totiž v Cheltenhamu ještě zvítězit nedokázali.
Během své aktivní jezdecké kariéry byl Peter Gehm nejčastěji angažovaným zahraničním žokejem v České republice a čeští překážkoví trenéři ho často najímali také pro dostihy v cizině. Získal zhruba 550 vítězství (z toho zhruba 400 v překážkových dostizích).

## Vítězství ve Velké Pardubické
- 2001 - Chalco
- 2002 - Maskul
- 2003 - Registana
- 2004 - Registana

## Zranění
Dne 14. prosince 2004 utrpěl úraz při tréninku ve své domovské stáji Jolly ve Weilerswistu poblíž Kolína nad Rýnem, patřící trenérovi Christianu svobodnému pánu von der Reckemu. Dvouletý kůň Rascaccio z hamburské stáje Blankenese ve cvalu zakopl. Gehm jej omylem pobídl a byl vymrštěn ze sedla, přičemž zády dopadl na bariéru. Následkem incidentu, u kterého nebyli očití svědci, byl zlomený hrudní obratel, protržená plíce a pohmožděná mícha v oblasti beder. Byl převezen do nemocnice v Kolíně nad Rýnem a několik dní udržován v umělém spánku. Následky zranění jej upoutaly na invalidní vozík a jeho léčba stále pokračuje (2009). Nákladnou léčbu mu pomohli zaplatit i jeho kolegové. Žokej Tony McCoy inicioval sbírku, která vynesla 70 000 eur. Při jednom římském mítinku se jezdci zřekli prémií ve prospěch Petera Gehma.
Dnes pracuje jako manažer ve firmě, která vyrábí a prodává potřeby pro koně. Od roku 2007 bývá čestným hostem v Pardubicích.

## Rodina a koníčky
S manželkou Petrou, která byla jezdkyní, dosáhla třiceti vítězství a stala se trenérkou dostihových koní, se rozvedli. Žije s přítelkyní Claudií Bergholzovou. Má dva syny, patnáctiletého Patricka (2010) a Pascala. Trénuje koně, věnuje se akvaristice (a chovu rybek v zahradním jezírku) a hraje basketbal vozíčkářů. Dříve se rád věnoval jízdě na kole, rybaření a squashi.

## Citáty
- LN (jak): „Po loňském triumfu jste ji (Registanu) přirovnal k mercedesu, letos k hodnému děťátku. A kdybyste měl zůstat u automobilů?“

Gehm: (smích) Šlapala jako ferrari. (Lidové noviny, 11. října 2004)
- Vím, co ten dostih pro Čechy znamená. V Německu jich je v dostizích plno. Teď mezi nimi budu král. (Peter Gehm o Velké pardubické, MF DNES 14. října 2002)

- Snažím se užívat si vítězství. V této profesi nikdy nevíte, co bude zítra. (Peter Gehm, 2004, několik měsíců před zraněním)

- Peter si zaslouží veškerou naši úctu. Na kontinentu neměl nad překážkami konkurenci. Kdyby byl Čech, byl by díky Velké národním hrdinou. (Čestmír Olehla, 30. května 2005, www.sport.idnes.cz)

- Er ist der erfolgreichste Saarländer im Rennsattel. (Je to nejúspěšnější jezdec Sárska. Werner Schmeer, Sport an der Saar, 1/2005)